# Subversiv
Subversiv är en bok från 2004 med av Christer Themptander med parallelltext på svenska och engelska.